# Aechmea tillandsioides
Aechmea tillandsioides es una especie botánica de bromélida típica de la flora de la selva Amazónica en Bolivia, Brasil, Colombia, Ecuador, Perú, Venezuela; muy usada como planta ornamental. Esta especie perenne es citada en Flora Brasiliensis por Carl Friedrich Philipp von Martius.
Tiene follaje verde, muy espinosa, correosas, cerosas; inflorescencia sobre escapo de hasta 12 dm, flores con tres brácteas rojas y dentadas, y pétalos amarillos; de muy lento crecimiento.

## Descripción
Son epífitas, que alcanzan un tamaño de 20–70 cm de alto en flor. Hojas 34–96 cm de largo; vainas elípticas, (3–) 5–8 cm de ancho, enteras, densa a subdensamente pálido-lepidotas, pajizas, ocasionalmente matizadas de púrpura; láminas liguladas o subliguladas (ampliamente triangulares), 1.3–3 cm de ancho, atenuadas, espinoso-dentadas, (subdensamente) lepidotas a glabrescentes. Escapo erecto, 30–53 cm de largo, pálido-flocoso a glabro, brácteas más cortas hasta más largas que los entrenudos, serradas; inflorescencia (simple) digitado a pinnado compuesta con (1–) 3–13 ramas, raquis principal 1–18 cm de largo, brácteas primarias (más cortas) casi tan largas como las espigas o más largas, serradas; espigas con 9–12 flores dísticas, brácteas florales ovadas a elípticas u obovadas, 1.2–1.4 cm de largo, más largas que el ovario, ca del doble de la longitud de los entrenudos, glabras a pubescentes, erectas tornándose patentes en fruto, flores sésiles; sépalos 7–9 mm de largo, libres, ligeramente asimétricos, mucronados, lepidotos basalmente, glabrescentes distalmente; pétalos amarillos.

## Cultivares
- Aechmea 'Tillantini'

## Taxonomía
Aechmea tillandsioides fue descrita por (Mart. ex Schult. & Schult.f.) Baker y publicado en Journal of Botany, British and Foreign 17: 134. 1879.
Etimología
Aechmea: nombre genérico que deriva del griego akme ("punta"), en alusión a los picos rígidos con los que está equipado el cáliz.
tillandsioides: epíteto latino que significa "como Tillandsia.
Variedades
- Aechmea tillandsioides var. lutomanana
- Aechmea tillandsioides var. tillandsioides

Sinonimia
- Aechmea chiriquensis Baker
- Aechmea kienastii E.Morren ex Mez
- Aechmea vrieseoides Baker
- Aechmea xiphophylla Baker
- Billbergia gracilis Poepp. ex Beer
- Billbergia tillandsioides Mart. ex Schult. & Schult.f.
- Ortgiesia tillandsioides (Mart. ex Schult. & Schult.f.) Regel
- Platyaechmea tillandsioides (Mart. ex Schult. & Schult.f.) L.B.Sm. & W.J.Kress
- Platystachys gracilis Beer [Invalid]
- Portea tillandsioides (Mart. ex Schult. & Schult.f.) G.Nicholson[6][7]